# Halowe Mistrzostwa Europy w Lekkoatletyce 2011 – pchnięcie kulą mężczyzn
Pchnięcie kulą mężczyzn – jedna z konkurencji rozegranych podczas halowych lekkoatletycznych mistrzostw Europy w hali Palais Omnisports de Paris-Bercy w Paryżu.

## Terminarz
| Data    | Godzina |            |
| ------- | ------- | ---------- |
| 4 marca | 09:30   | Eliminacje |
| 4 marca | 17:30   | Finał      |

## Rezultaty

### Eliminacje
Do eliminacji zgłoszono 23 kulomiotów. Aby awansować do finału – w którym startuje ósemka zawodników – należało pchnąć co najmniej 20,10 m. W przypadku gdyby rezultat ten osiągnęła mniejsza liczba kulomiotów kryterium awansu były najlepsze wyniki uzyskane przez startujących (q). Podobna sytuacja miałaby miejsce gdyby żaden ze startujących nie uzyskał wyznaczonego minimum.
| Poz. | Zawodnik                  | Reprezentacja        | #1    | #2    | #3    | Rezultat | Uwagi |
| ---- | ------------------------- | -------------------- | ----- | ----- | ----- | -------- | ----- |
| 1    | Gaëtan Bucki              | Francja              | 20.39 |       |       | 20.39    | Q, PB |
| 2    | Marco Fortes              | Portugalia           | 19.98 | 19.37 | 20.34 | 20.34    | Q, NR |
| 3    | Ralf Bartels              | Niemcy               | 20.33 |       |       | 20.33    | Q     |
| 4    | Maksim Sidorow            | Rosja                | 20.19 |       |       | 20.19    | Q     |
| 5    | Nedžad Mulabegović        | Chorwacja            | 19.80 | 19.80 | 20.05 | 20.05    | q, NR |
| 6    | David Storl               | Niemcy               | X     | 20.01 | X     | 20.01    | q     |
| 7    | Marco Schmidt             | Niemcy               | 19.93 | X     | X     | 19.93    | q     |
| 8    | Iwan Juszkow              | Rosja                | 19.75 | 19.68 | X     | 19.75    | q     |
| 9    | Hamza Alić                | Bośnia i Hercegowina | 19.51 | 19.60 | X     | 19.60    |       |
| 10   | Andrij Semenow            | Ukraina              | X     | 19.47 | X     | 19.47    |       |
| 11   | Borja Vivas               | Hiszpania            | 18.61 | 19.40 | X     | 19.40    |       |
| 12   | Māris Urtāns              | Łotwa                | 19.32 | 19.23 | X     | 19.32    |       |
| 13   | Walerij Kokojew           | Rosja                | 19.32 | X     | X     | 19.32    |       |
| 14   | Niklas Arrhenius          | Szwecja              | 17.28 | 19.01 | 19.21 | 19.21    |       |
| 15   | Kim Christensen           | Dania                | 17.85 | 19.16 | 18.19 | 19.16    |       |
| 16   | Nick Petersen             | Dania                | 19.00 | X     | X     | 19.00    |       |
| 17   | Miran Vodovnik            | Słowenia             | 18.37 | 18.76 | 18.53 | 18.76    |       |
| 18   | Lajos Kürthy              | Węgry                | 18.75 | X     | X     | 18.75    |       |
| 19   | Manuel Martínez Gutiérrez | Hiszpania            | 18.62 | X     | X     | 18.62    |       |
| 20   | Ódinn Björn Thorsteinsson | Islandia             | 17.03 | 17.31 | X     | 17.31    |       |
| 21   | Benik Abrahamian          | Gruzja               | X     | X     | 17.20 | 17.20    |       |
| –    | Georgi Iwanow             | Bułgaria             | X     | X     | X     |          | NM    |
| –    | Asmir Kolašinac           | Serbia               | X     | X     | X     |          | NM    |

### Finał
| Poz. | Zawodnik           | Reprezentacja | #1    | #2    | #3    | #4    | #5    | #6    | Rezultat | Uwagi |
| ---- | ------------------ | ------------- | ----- | ----- | ----- | ----- | ----- | ----- | -------- | ----- |
|      | Ralf Bartels       | Niemcy        | 19.74 | 20.80 | 20.79 | 21.16 | X     | 21.09 | 21.16    | EL    |
|      | David Storl        | Niemcy        | X     | 20.29 | 20.75 | X     | X     | X     | 20.75    | SB    |
|      | Maksim Sidorow     | Rosja         | 20.46 | 20.55 | X     | X     | 20.17 | X     | 20.55    |       |
| 4.   | Nedžad Mulabegović | Chorwacja     | X     | X     | X     | 19.63 | 20.43 | X     | 20.43    | NR    |
| 5.   | Marco Schmidt      | Niemcy        | X     | 20.29 | 19.71 | 19.91 | X     | 19.62 | 20.29    |       |
| 6.   | Iwan Juszkow       | Rosja         | X     | 20.04 | 20.19 | X     | 19.99 | X     | 20.04    |       |
| 7.   | Gaëtan Bucki       | Francja       | 20.07 | 20.00 | X     | X     | X     | X     | 20.07    |       |
| 8.   | Marco Fortes       | Portugalia    | X     | 19.61 | 19.83 | X     | 19.26 | 19.54 | 19.83    |       |